# Морбіус (фільм)
«Морбіус» (англ. Morbius) — американський фільм, створений Columbia Pictures спільно з Marvel. Заснований на персонажі Marvel Comics — Морбіусі, супергероєві-вампірі. «Морбіус» є третім фільмом у всесвіті «Людини-павука» від Sony, режисером якого є Деніель Еспіноса, сценаристом — Метт Сазама та Берк Шарплес, а також Джаред Лето в ролі Майкла Морбіуса, а також Метт Сміт, Адрія Архона, Джаред Гарріс, Аль Мадріґал, і Тайріз Ґібсон.
У фільмі розповідається про лікаря Майкла Морбіуса, який у спробі вилікувати свою хворобу крові стає вампіром. Його брат викрадає ліки, щоб стати невловимим злочинцем-кровопивцею, тож Морбіус виявляється єдиним, хто може йому протистояти.
Оголосивши про плани створення нового спільного всесвіту фільмів, натхнених персонажами Людини-павука, починаючи з «Веном» (2018), Sony розпочала розробку фільму, заснованого на історії Морбіуса. Сазама та Шарплесс написали сценарій до листопада 2017 року, а Лето та Еспіноза офіційно приєдналися до проєкту в червні 2018 року. Наприкінці року розпочалася серйозна робота з подальшим кастинґом, перед початком виробництва у Лондоні у лютому 2019 року. Було підтверджено, що фільмування завершили до червня 2019 року.
Прем'єра в Україні відбулася 24 березня 2022 року у форматі 3D та IMAX 3D, а в США — 1 квітня 2022 року, оскільки його вихід був відкладений у липні 2020 року через пандемію COVID-19.

## Сюжет
У лікарні в Греції 10-річний Майкл Морбіус, від якого відмовилися батьки, зустрічає хлопчика Люсьєна, якого називає Майло. Їх пов'язує спільна хвороба крові і Майкл мріє винайти ліки від неї. Він самотужки ремонтує медичний пристрій, що приємно вражає директора лікарні Ніколаса. Він усиновлює обох хлопчиків і влаштовує Морбіуса навчатися до медичної школи в Нью-Йорку.
Минає 25 років, Морбіус став всесвітньо відомим ученим, який винайшов штучну кров. Але він все ще хворий і ледве ходить. Він публічно відмовляється від Нобелівської премії, не бажаючи розголосу своїх нелегальних експериментів. Колега Мартіна Бенкрофт виявляє, що Морбіус таємно привіз десятки кажанів-вампірів з Коста-Рики в надії поєднати їхні гени зі своєю ДНК, щоб організм самотужки виробляв потрібну лікувальну речовину. Повідомивши Ніколасу та Майло про запланований незаконний експеримент, Морбіус отримує від них фінансування. Вчений обладнує таємну лабораторію на борту судна найманців у нейтральних водах. Коли він випробовує нові ліки, це перетворює Морбіуса на могутнього та швидкого вампіра. Налякані охоронці нападають на нього і він вбиває їх, випивши кров. Щойно жага крові вщухає, Морбіус жахається того, що скоїв, і стирає всі записи з камер відеоспостереження, після чого тікає з судна.
Морбіус повертається до Нью-Йорка і виявляє, що тепер має надлюдську силу, швидкість, рефлекси та ехолокацію, а його кажани-вампіри ставляться до нього як до ватажка. Проте вчений потребує регулярно пити кров, інакше хвороба повертається. Він живиться синтетичною кров'ю, та вона не може цілком замінити справжню. Морбіус усвідомлює, що скоро втратить над собою контроль і почне вбивати людей.
Агенти ФБР Саймон Страуд і Ел Родрігес розслідують вбивства на судні та здогадуються, що Морбіус причетний до цього. Майло гостює в Морбіуса і хоче отримати свою дозу ліків. Морбіус застерігає його не робити цього, проте брат наполягає зробити його вампіром. Як він вважає, вбивство невинних людей буде справедливою платою за роки страждань від хвороби.
Згодом Морбіус дізнається про таємничу смерть медсестри, в якої випили кров. Вважаючи, що це несвідомо зробив він, Морбіус намагається втекти, але його заарештовує поліція. Він не має жодних доказів на свій захист і тоді Морбіуса відвідує Майло, пропонуючи підкупити поліцію. Усвідомивши, що Майло викрав ліки та, ставши вампіром, убив медсестру, Морбіус тікає для протистояння йому. Майло ще раз закликає Морбіуса використати вампірські сили для розгнуздання злочинних бажань, але той не піддається.
Тоді Морбіус зустрічається з Мартіною Бенкрофт, щоб розробити антикоагулянт, здатний убити Майло і, якщо знадобиться — самого Майкла. Страуд і Родрігес знаходять кадри одного з нападів Майло і, вважаючи, що вампіризм Морбіуса заразний, публікують відео у ЗМІ. Ніколас впізнає Майло у випуску новин і благає його зупинитися. Розгніваний тим, що Ніколас віддає перевагу Морбіусу, Майло ранить його та змушує його зателефонувати до Морбіуса. Майло змушує брата спостерігати, як Ніколас помирає, і вбиває Бенкрофт.
Морбіус поспішає врятувати Мартіну але вона вмирає на його руках. Після цього Морбіус п'є її кров, завдяки чому сповна розкриває свої можливості. Очоливши зграю кажанів, він наказує їм нести його до Майло. Морбіус протистоїть брату в двобої та врешті вколює йому антикоагулянт. Майло помирає, а Морбіус відлітає разом з кажанами, визнавши, що він тепер назавжди вампір. Тим часом Бенкрофт воскресає як вампіреса.
У сцені в середині титрів Адріан Тумс потрапляє у всесвіт Морбіуса. Припускаючи, що його телепортація пов'язана з Людиною-павуком, Тумс підходить до Морбіуса і пропонує сформувати команду супергероїв.

## У ролях
| Актор         | Роль                      |
| ------------- | ------------------------- |
| Джаред Лето   | доктор Майкл Морбіус      |
| Метт Сміт     | Люсь'єн / Майло           |
| Адріа Архона  | докторка Мартіна Бенкрофт |
| Джаред Гарріс | доктор Еміль Ніколас      |
| Тайріз Ґібсон | Саймон Строуд             |
| Аль Мадріґал  | Альберто Родріґес         |
| Майкл Кітон   | Адріан Тумс / Стерв'ятник |
| Корі Джонсон  | містер Фокс               |
| Арчі Рено     | Боббі                     |

## Створення фільму

### Виробництво
У квітні 2017 року кінокомпанія розглядала Антуана Фукуа як режисера майбутньої стрічки, але він відмовився як і Фелікс Ґері Ґрей. У травні Джаред Лето зустрівся з Даніелєм Еспіносою, щоб обговорити деталі стрічки. І вже в червні їх обох затвердили.
Основні зйомки почались наприкінці лютого 2019 року в Лондоні. У березні знімальну групу було помічено в Манчестері. У квітні зйомки почались в Атланті.

### Знімальна група
- Кінорежисер — Даніель Еспіноса
- Сценарист — Метт Сазамама, Берк Шарплесс
- Кінопродюсер — Аві Арад, Метт Толмач, Лукас Фостер
- Кінооператор — Олівер Вуд
- Художник-постановник — Стефанія Селла
- Артдиректор — Ремо Тоцці[12]

## Оцінки й відгуки
«Морбіус» став провалом на думку критиків: на Rotten Tomatoes він зібрав лише 16 % схвальних рецензій. Проте середня оцінка від пересічних глядачів склала 71 %. За даними Metacritic, фільм зібрав у середньому 35 балів зі 100.
«Морбіус» потрапив до переліку найгірших фільмів усіх часів про супергероїв від журналу «Forbes». За версією сайту TechRadar, це найгірший фільм Marvel.
Софі Батчер у Empire вказала, що основна концепція «Морбіуса» сильна — двоє непримиренних братів, які прагнуть почуватися живими, стоячи на порозі смерті. На жаль, її немає чим підтримати: персонажі пласкі й не мають глибини, екшн безладний, суперздібності опановуються раптово самі по собі, а кульмінація губиться за недоречними спецефектами.
Оуен Глейберман з Variety описав ця кінокартину: «„Морбіус“ — це навіть не катастрофа […], не що інше, як кволий вбивця часу, замінник фільму…». На думку критика, «Морбіус» нагадує «Венома», проте якщо Веном є оригінальним яскравим персонажем, то вампір Морбіус — це релікт із 70-х років (коли він вперше з'явився в коміксах). Він не лякає, як і не викликає захвату. Весь фільм радше надокучливий, якщо не дратівливий.
На думку Стефані Захарек із Time, Джаред Лето, мабуть, виразніший сам по собі, ніж його персонаж Морбіус. Деякі спецефекти, як-от ехолокація чи політ, чудові, проте фільм не спонукає зацікавитися самим Морбіусом. Усе це виглядає як вступ до чогось іншого в кіновсесвіті Marvel.
За версією Collider, фільм має низькопробні спецефекти, невиразного лиходія, в ньому надто мало крові, як на фільм про вампірів, і неясний зв'язок з іншими фільмами Marvel, а фінал «Морбіуса» створює численні сюжетні діри.
Невдачі фільму породили хвилю іронічних інтернет-мемів, у яких «Морбіус» подавався начебто геніальний твір. На різних платформах (Twitch, Twitter, Tumblr) влаштовувалися колективні безкоштовні перегляди «Морбіуса» під гаслом «It’s Morbin’ time»/«Час морбити» (посилання на фразу Могутніх рейнджерів «It's Morphin' Time»). Так, на Twich 2 тис. людей зібралися, щоб переглянути нелегальну копію фільму під виглядом «розширеного трейлера». При цьому «Морбіуса» транслювали 12 год. поспіль. Фраза «Morbius Sweep» супроводжувала матеріали, котрі описували фільм найвизначнішим в історії та найбільшим за зборами.
Sony, зважаючи на увагу до фільму, поновила покази в понад 1 тис. кінотеатрів США на тиждень, проте вони зібрали лише $85 тис.